# Voyages lointains et aventures étranges
Voyages lointains et aventures étranges est une collection bimensuelle de romans éditée par la Librairie Jules Tallandier et lancée fin novembre 1927.
Elle comprend 108 titres, vendu chacun au prix de 2,50 francs pour 128 pages en moyenne. Chaque couverture est illustrée, et le texte comprend des images et des vignettes au trait en noir, dans un premier temps signées par Henri Thiriet,. 
D'autres illustrateurs sont ensuite convoqués, comme Albert Édouard Puyplat et Maurice Toussaint. 
Elle est remplacée par la collection « À travers l'univers », à partir de juillet 1932.

## Titres publiés

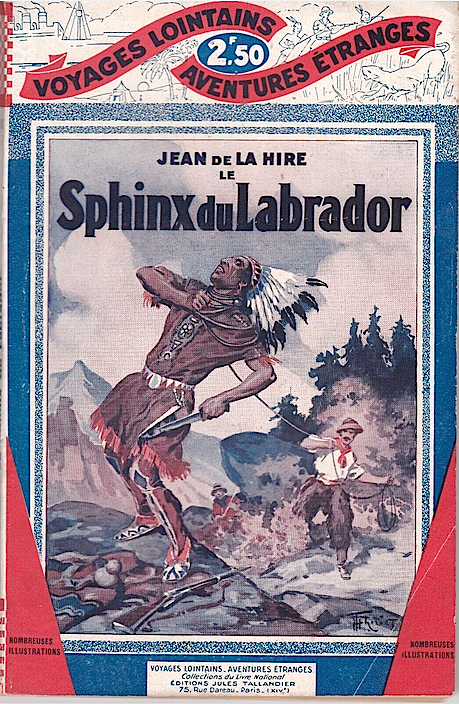
Couverture du premier ouvrage (1927), signée Henri Thiriet.

### 1927
- 1. Le Sphinx du Labrador par Jean de La Hire
- 2. Les Robinsons de la Guyane par Louis Boussenard

### 1928
- 3. La Marque des deux tigres par Jean de La Hire
- 4. Le Secret de l'or par Louis Boussenard
- 5. L'Énigme des Pôles par Jean de La Hire
- 6. Les Mystères de la forêt vierge par Louis Boussenard
- 7. L'Homme aux hélicoptères par Jean de La Hire
- 8. Les mystères de la Guyane par Louis Boussenard
- 9. Le Monstre au cœur d'acier par Jean de La Hire
- 10. Chasseurs de caoutchouc par Louis Boussenard
- 11. Les Démons de l'Apatcha par Jean de La Hire
- 12. Le Message mystérieux par Octave Béliard
- 13. Le Revenant des neiges par Otwell Bins
- 14. Les Épaves de l'océan par Thomas Mayne Reid
- 15. Le Troupeau de Neptune par Maximin-Léonce Royet
- 16. Cap au Sud par Albert Bonneau
- 17. Les Couteaux de jade par René Thévenin
- 18. L'Or du ciel par Marcel Divry
- 19. Le Pirate de fer par Max Pemberton
- 20. Slim le défricheur par Maurice de Moulins
- 21. Le Secret de l'île noire par Paul Dancray
- 22. Les vengeurs du soleil par Jean Normand
- 23. Les Ravageurs du monde par Jean de La Hire
- 24. Marko le brigand par Louis Boussenard
- 25. Le Refuge mystérieux par Maurice Champagne
- 26. Le Peuple du brouillard par Henry Rider Haggard

### 1929
- 27.  Bawsur l'indomptable par Albert Bonneau
- 28. L'Œil de la déesse par Jean de La Hire
- 29. L'Île d'acier par Maximin-Léonce Royet
- 30. Le Spectre des prairies tremblantes par Maurice de Moulins
- 31. Les samouraïs du soleil pourpre par Albert Bonneau
- 32. Les fléaux des Mers du Sud par Paul Darcy
- 33. Éclaireurs de La Fayette par Paul-Yves Sébillot
- 34. Les légions des aigles d'or par Albert Bonneau
- 35. L'Esquimau blanche par Otwell Bins
- 36. Cité des premiers hommes par Maurice Champagne
- 37. L'Île au trésor par Robert Louis Stevenson
- 38. Le Mystère plane par Georges Montignac
- 39. Les dompteurs de Broncos par Maurice de Moulins
- 40. Le Secret des cent îles par Jean de La Hire
- 41. Le Tombeau d'Almanzor par Maximin-Léonce Royet
- 42. Les chasseurs de turquoises par Henry Leturque
- 43. Ragnar le viking par Albert Bonneau
- 44. La Fille du grizzly par Maurice Champagne
- 45. Le Trésor du lagon par Otwell Bins
- 46. Les longues oreilles par Jean Normand
- 47. L'Homme sauvage par Norbert Sevestre
- 48. Bras de fer par Louis Boussenard
- 49. Le Diable de Mallicolo par Maurice de Moulins
- 50. Le Démon fauve de Java par Paul Dancray

### 1930
- 51. La Fille de Montézuma par Henry Rider Haggard
- 52. La Pampa tragique par Albert Bonneau
- 53. Le Bandit millionnaire par Maurice Mario
- 54. Kid le ranger par Maurice de Moulins
- 55. Les gratteurs de ciel par Louis Boussenard
- 56. La Vallée des Gymnotes par Jean Normand
- 57. La Capitaine par Georges Le Faure
- 58. La Déesse aux six poignards par Albert Bonneau
- 59. La Croisière du « Floréal » par Pierre Demousson
- 60. Cœur du monde par Henry Rider Haggard
- 61. Tourbillon noir par Maurice de Moulins
- 62. Sa Majesté P'tit Louis par Maurice Mario
- 63. Les Reclus de la mer par Maurice Champagne
- 64. L'Île aux damnés par Paul Dancray
- 65. La Maison sous la mer par Max Pemberton
- 66. La Fille du dolmen par Albert Bonneau
- 67. Santa Espéranza par Maximin-Léonce Royet
- 68. Les Orphelins de la prairie par Maurice de Moulins
- 69. La Ruée vers le Pôle par Georges Steff
- 70. Conquérants du Nan-Siang par Léonce Prache
- 71. Tamara la sanglante par Albert Bonneau
- 72. Les aventures de Roule-ta-bosse par Louis Boussenard
- 73. Le Signe de Khâli par Paul Dancray
- 74. Les Vautours de la frontière par Maurice de Moulins

### 1931
- 75. Sihamba la sorcière par Henry Rider Haggard
- 76. Le Placer maudit par Jean Normand
- 77. Nicolas la tempête par Albert Bonneau
- 78. La Fille du prophète par Pierre Demousson
- 79. Le Chasseur de panthères par Ernest Capendu
- 80. Les Corsaires de l'« Aurore Boréale»  par Maurice de Moulins
- 81. Les Samouraïs du soleil pourpre par Albert Bonneau
- 82. Le Corsaire fantôme par Maximin-Léonce Royet
- 83. Les Mines du roi Salomon par Henry Rider Haggard
- 84. Les mystères de Chinatown par Albert Bonneau
- 85. Les frères du camp des morts par Léonce Prache
- 86. Les damnés de Sakhaline par Albert Bonneau
- 87. L'Espion du désert par Jean Normand
- 88. La Jonque aux cercueils par Albert Bonneau
- 89. L'Œuf de nacre par André Star
- 90. Le Trésor du Shogoûn par Albert Bonneau
- 91. Terre disparue par Norbert Sevestre
- 92. La Reine du hara-kiri par Albert Bonneau
- 93. La Jonque d'or par Félix Léonnec
- 94. Sur la terre interdite par Jean Clairsange
- 95. Les sondeurs d'abîmes par Maurice Champagne
- 96. Le Ranch maudit par Maurice de Moulins
- 97. Les révoltés de Wandpoor par Paul Dancray
- 98. Les rois de la flibuste par Albert Bonneau

### 1932
- 99. La Loi de la brousse par Félix Léonnec
- 100. Au pays du mystère par Pierre Maël
- 101. Capitaine Vif-Argent par Louis Boussenard
- 102. Le Conquérant de l'île du Bronze par Maurice de Moulins
- 103. La Vallée mystérieuse par Maurice Champagne
- 104. Le Djebel de la mort par Albert Bonneau
- 105. Le Navire sans nom par Jean Mauclaire
- 106. Le Maître de la Sierra par Maurice de Moulins
- 107. L'Empire invisible par Stephen Chalmers
- 108. La Pagode au toit rose par Albert Bonneau